# 宮崎太一
宮崎 太一（みやざき たいち、1902年2月1日 - 1954年10月8日）は、日本の厚生官僚。引揚援護庁長官、厚生事務次官を経て、社会保険診療報酬支払基金理事長在任中死去した。

## 人物・経歴
石川県羽咋町出身。石川県師範学校を経て、1925年東北大学法文学部卒業、法学士。1930年内務省入省。1941年社会保険局監理課長。1942年勤労局動員課長。終戦後、厚生省保険局長を経て、1949年引揚援護庁次長。1950年引揚援護庁長官。
1951年厚生事務次官、引揚同胞対策審議会委員、社会保障制度審議会委員、郵政審議会委員、科学技術行政協議会委員、中央青少年問題協議会委員、国立公園審議会委員
、中央優生保護審査会委員、中央身体障害者福祉審議会委員、中央児童福祉審議会委員。
1953年退官、人口問題審議会委員、結核予防審議会委員。1954年社会保険診療報酬支払基金理事長、在外財産問題審議会委員、厚生統計協議会委員、医薬関係審議会委員。同年腎臟病のため死去。叙従四位、勲三等旭日中綬章追贈。

## 著書
- 『衛生行政 選挙制度 地方行政』（古井喜実, 加藤於莵丸と共著）政治教育会 1937年
- 『衛生諸法規の解説』時事通信社出版局 1954年